# Hans-Georg Jaunich
Hans-Georg Jaunich   (Schwaan, 18 d'octubre de 1951) fou un jugador d'handbol alemany que va competir sota bandera de la República Democràtica Alemanya durant les dècades de 1970 i 1980.
Amb la selecció de la República Democràtica Alemanya jugà 16 partits, en què marcà 16 gols. El 1980 va prendre part en els Jocs Olímpics de Moscou, on guanyà la medalla d'or en la competició d'handbol. A nivell de clubs jugà al SC Empor Rostock, amb qui guanyà la lliga de la República Democràtica Alemanya de 1973 i 1978. El 1979 fou subcampió de la Copa d'Europa. Posteriorment va exercir d'entrenador en categories de formació.
El 1980 va ser guardonat amb l'Ordre del Mèrit Patriòtic de plata.